# シティエフエム都城
シティエフエム都城（シティエフエムみやこのじょう）は、宮崎県都城市の一部地域を放送区域として超短波放送（FM放送）を行っていたBTV株式会社のコミュニティ放送部門の愛称である。2018年以前は株式会社シティエフエム都城が特定地上基幹放送事業者として、社名をそのまま愛称にして運営していた。

## 概要

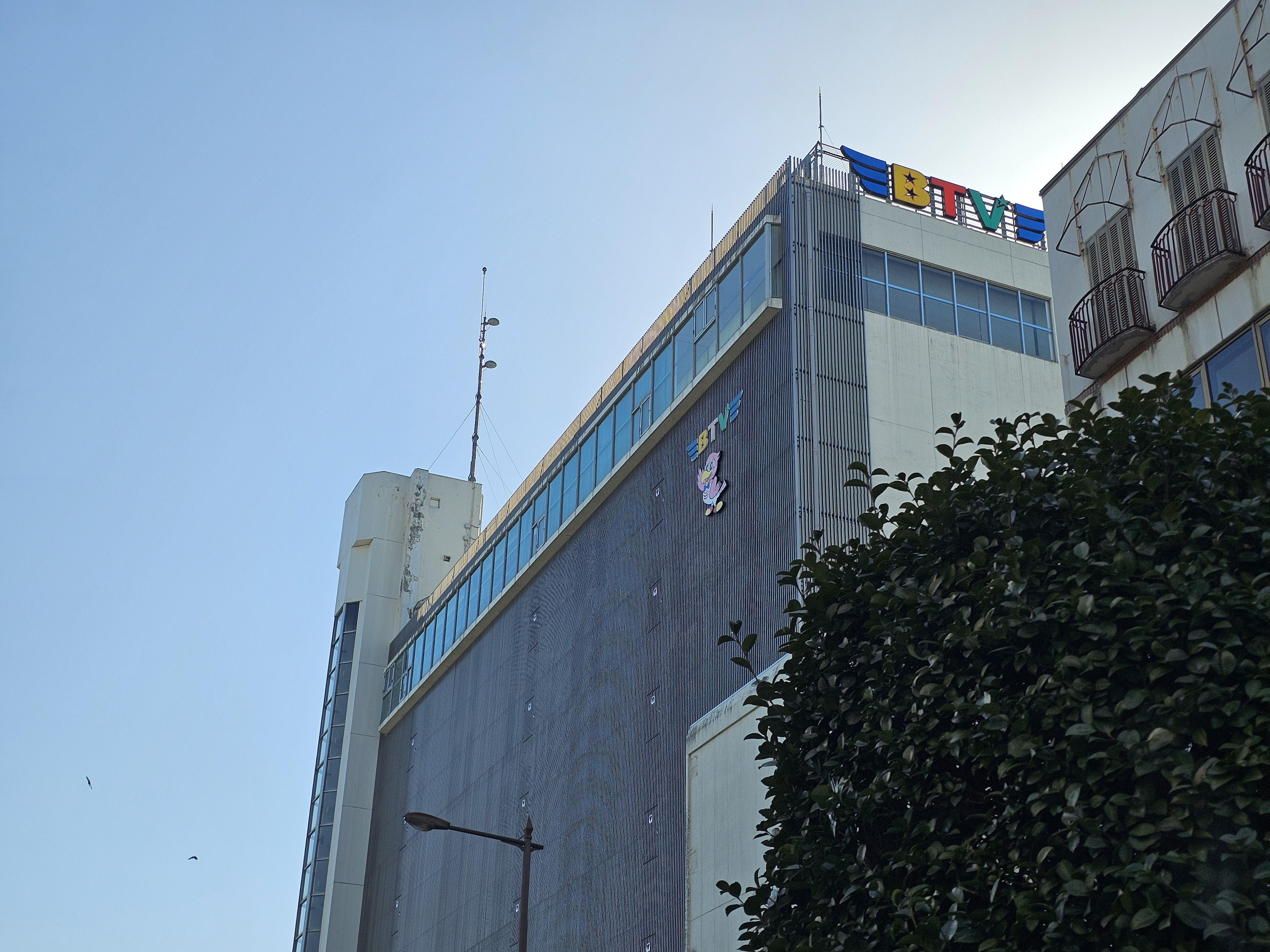
BTVが所有する都城IT産業ビル（旧・都城寿屋百貨店）。2007年以降のスタジオ所在地。2024年4月1日（閉局翌日）撮影。屋上に送信アンテナがある。

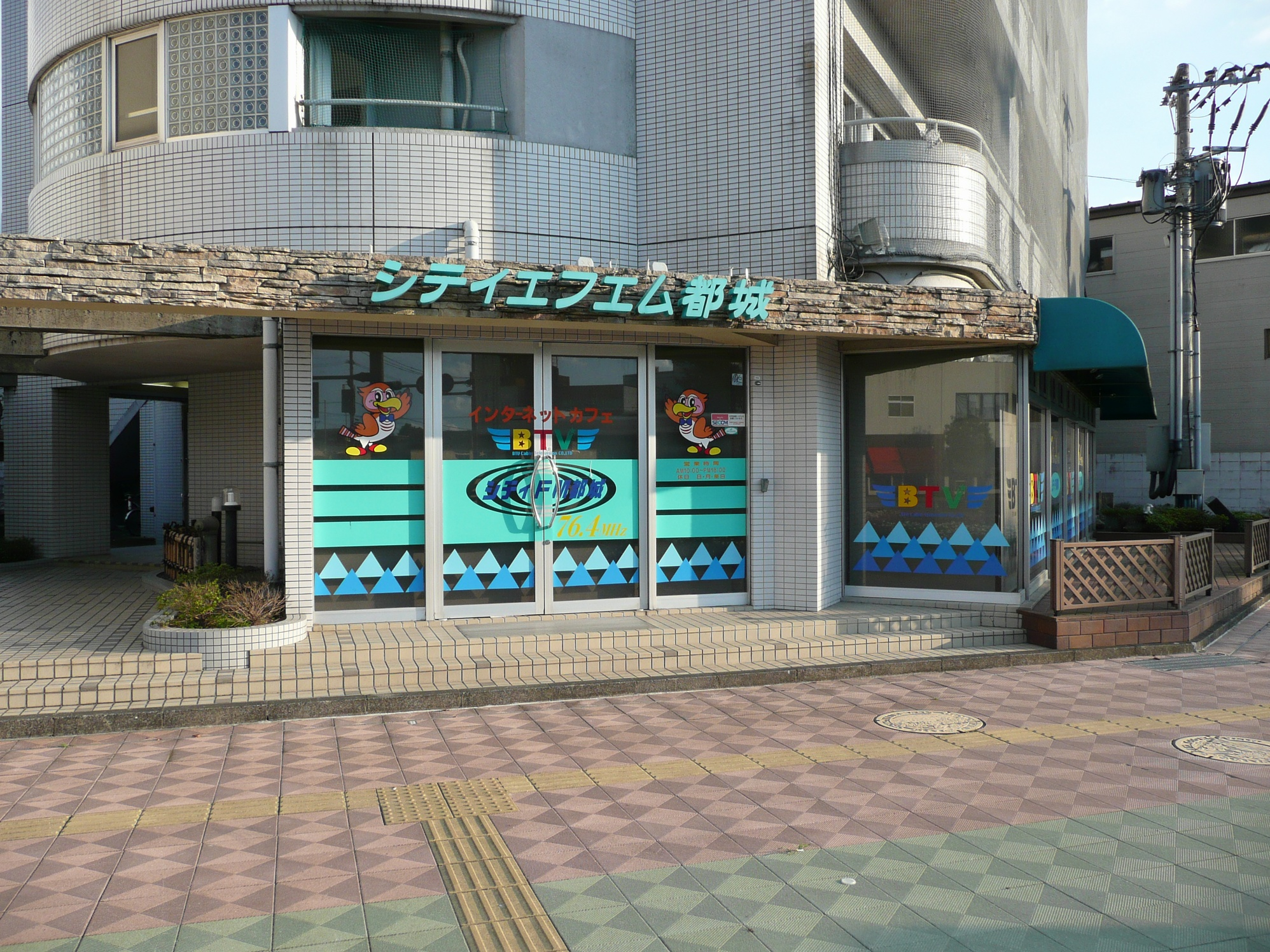
都城ビル1階（広口交差点前）にあった開局当初の本社（2007年撮影）

2001年（平成13年）4月17日に国内で140番目、九州地方で13番目、宮崎県では3番目に開局したコミュニティ放送局。開局当初の運営会社である株式会社シティエフエム都城は、都城市と民間企業が出資した第三セクターであった。霧島酒造、ビィーティーヴィーケーブルテレビ（現・BTV）、江夏商事（現・エナツ）の3社は、資本金を10%を超えて出資しており、マスメディア集中排除原則にいう支配関係にあった
。
都城市及び近郊の一部地域の人口25万人を対象とする。ベリカードも発行している。
日曜深夜25:00 - 32:00を除き24時間放送をしており、自社制作番組は月 - 土曜日の7:00 - 20:00の間に放送される。それ以外の時間は、J-WAVEの番組を放送。
BTVケーブルテレビの局舎があるIT産業ビル（旧都城寿屋百貨店）の7階に演奏所があり、BTVケーブルテレビの番組ガイド「ピッキーちゃんねる」（2024年3月号をもって廃刊）に番組表および番組紹介コーナーが設けられていた。また、BTVケーブルテレビでかつて放送されていた『こちらBTV情報局』の音声部分がそのまま放送されていたほか、2024年3月末の閉局時までBTV都城局・日南局エリアのコミュニティチャンネル（121ch・122ch）でシティエフエム都城の音声がそのまま放送されていた。
2013年（平成25年）9月1日、スマートフォン向けアプリFM++の当局版が配信され、番組が全国に配信されるようになった。当初はJ-WAVEの時間帯は配信を休止しており日本国外でも聴取が可能だった。後にJ-WAVEの時間帯も配信対象となったものの、聴取範囲が日本国内に限定されるようになった。
2018年（平成30年）7月、主要株主でもあったBTV株式会社に吸収合併された。
2023年（令和5年）12月25日、諸経費の高騰で設備の更新が困難になったとして、2024年3月末で閉局することを発表した。閉局当日となる2024年3月31日はJ-WAVE『TOKIO HOT 100』を休止するかたちで閉局特番『8,385日目のラストプログラム 〜パーソナリティーからの ラストメッセージ～』を放送し、23時57分ごろに閉局した。

## 技術関係

### 番組表
正式には発行していないが、1カ月に1回BTVケーブルテレビの番組ガイド「ピッキーちゃんねる」にタイムテーブル及び番組紹介、パーソナリティ紹介などが掲載されている。なお、「ピッキーちゃんねる」もシティエフエム都城の閉局と同じ2024年3月号をもって廃刊している。

### ニュース・天気・交通情報
- ニュースは基本的に行わない。ただしJ-WAVEの配信の時に全国ニュースが流れ、関東の天気予報や交通情報もそのまま流れる。
- 天気予報は一部の番組内でパーソナリティが都城市の天気予報を伝える事がある。
- 交通情報は一部番組内で日本交通情報センターから流す事がある。

### 防災体制
都城市と連結し、基本的に自社制作の番組を放送中はパーソナリティが伝えることがある。なお、J-WAVEなどの配信中はそのような配慮がない。

### 時報
「○○(スポンサー名)が○時をお知らせします」のアナウンスのあと、正時になると｢チーン｣と音が2秒ほど流れる。

### たかはるさいがいエフエム
2011年（平成23年）4月から1年間、高原町役場に設置されていた臨時災害放送局「たかはるさいがいエフエム」（82.3MHz）では、定時放送および緊急時を除き、シティエフエム都城と同じ番組（J-WAVEの再送信も含む。）を放送していた。

## パーソナリティ
- 黒木勇一郎
- 松山鷹彦
- 小野住美
- 小野池順子
- 松元彰一郎
- 松山菜々子
- 田口裕樹
- 有満祐太郎
- 谷澤直美
- サンドラ
- マックス桐島
- 松元直子
- 柳田みより

## 主な番組

### 自社制作番組
- 情報朝いち　モーニング・マーケット＋（月 - 金 7:00 - 9:50）
- 素敵に764〜なろうよ〜（月 - 金　10:00 - 11:50）
- 昭和歌謡玉手箱（月 - 金 12:00 - 12:50）
- こちら119（月 14:30 - 14:50　水　19:00 - 19:20）
- ぼんすた☆（月 15:00 - 15:55　水 18:00 - 18:50 土 9:00 - 9:50）
- 恋するラジオ～ティータイムをごいっしょに!（火 - 木 14:00 - 15:50） - 2024年5月より宮崎放送（MRTラジオ）で『勇ちゃんのポッピンランチタイム』（水曜12時台の50分番組）として事実上復活したことを、番組スポンサーの堂領建設がウェブサイト上で明かしている[12]。
- 恋するラジオDX（金 14:00 - 14:55）
- にっこり ほっこり さんせっと食堂（月 - 金 16:00 - 18:00）
- フェニックスの木陰（月 18:00 - 18:30）
- ラジオで学ぼう防災知識（月 18:30 - 19:00）
- ミュージックパラダイス（火 18:00 - 19:00 土 18:00 - 19:00）
- VIVA! スポルト（木 18:00 - 19:00 土 13:00 - 14:00）
- ギャザリング・プレイス（木 19:00 - 19:20 土 8:30 - 8:50）
- きりクラ（金 18:00 - 19:00）
- 南九州トップの顔（金 19:00 - 19:20）
- 土曜ボンバラ（土 10:00 - 12:50）
- 青春応援プロジェクト（土 17:00 - 18:00）

### その他
- こちらBTVケーブルテレビ（BTVケーブルテレビ制作）（火 - 土 18:20 - 19:00）

### ミニ番組
- 764ミュージック ブレーク　(パワープレイ番組)
- インフォメーションM（都城市からのお知らせ）（月 - 金　9:50 - 9:55、15:55 - 16:00、2024年3月28日まで放送）[13][14]
- 天使の歌声
- みやこんじょ昔ばなし
- えのきリフォームの快適!住まい情報

### 過去放送されていた番組
- サンデーインザパーク（土 14:00 - 16:50）
- つぶやきいも（金  18:10 - 19:20、再放送 月 18:10 - ）　[15]